# Veronika Macarol
Veronika Macarol (Koper, Yugoslavia, 28 de marzo de 1987) es una deportista eslovena que compite en vela en la clase 470.
Ganó una medalla de bronce en el Campeonato Mundial de 470 de 2017 y cuatro medallas en el Campeonato Europeo de 470 entre los años 2014 y 2018.
Participó en los Juegos Olímpicos de Río de Janeiro 2016, ocupando el sexto lugar en la clase 470.

## Palmarés internacional
| \| Campeonato Mundial \| Campeonato Mundial \| Campeonato Mundial \| Campeonato Mundial \| \| Año \| Lugar \| Medalla \| Clase \| \| ------------------ \| -------------------------- \| ------------------ \| ------------------ \| \| 2017 \| Salónica (Grecia) \| Medalla de bronce \| 470 \| \| Campeonato Europeo \| \| \| \| \| Año \| Lugar \| Medalla \| Clase \| \| 2014 \| Atenas (Grecia) \| Medalla de bronce \| 470 \| \| 2015 \| Aarhus (Dinamarca) \| Medalla de oro \| 470 \| \| 2016 \| Palma de Mallorca (España) \| Medalla de bronce \| 470 \| \| 2018 \| Burgas (Bulgaria) \| Medalla de oro \| 470 \| |                            |                   |       |
| Campeonato Mundial |                            |                   |       |
| Año | Lugar                      | Medalla           | Clase |
| 2017 | Salónica (Grecia)          | Medalla de bronce | 470   |
| Campeonato Europeo |                            |                   |       |
| Año | Lugar                      | Medalla           | Clase |
| 2014 | Atenas (Grecia)            | Medalla de bronce | 470   |
| 2015 | Aarhus (Dinamarca)         | Medalla de oro    | 470   |
| 2016 | Palma de Mallorca (España) | Medalla de bronce | 470   |
| 2018 | Burgas (Bulgaria)          | Medalla de oro    | 470   |